# Lobocleta albidula
Lobocleta albidula là một loài bướm đêm trong họ Geometridae.